# Melierax
Melierax G.R.Gray, 1840 è un genere di uccelli rapaci della famiglia degli Accipitridi.

## Tassonomia
Il genere comprende le seguenti specie:
- Melierax metabates Heuglin, 1861 - astore canoro scuro
- Melierax poliopterus Cabanis, 1869 - astore canoro orientale
- Melierax canorus (Thunberg, 1799) - astore canoro pallido